# Saint-Martin-sur-Oreuse
Pour les articles homonymes, voir Saint-Martin.
Saint-Martin-sur-Oreuse est une  ancienne commune française située dans le département de l'Yonne et la région Bourgogne-Franche-Comté. Elle est associée à la commune de Thorigny-sur-Oreuse depuis 1973.

## Géographie
Le village est traversé par l'Oreuse et la route D25.
Les hameaux, écarts et lieux-dits de cette commune associée sont :

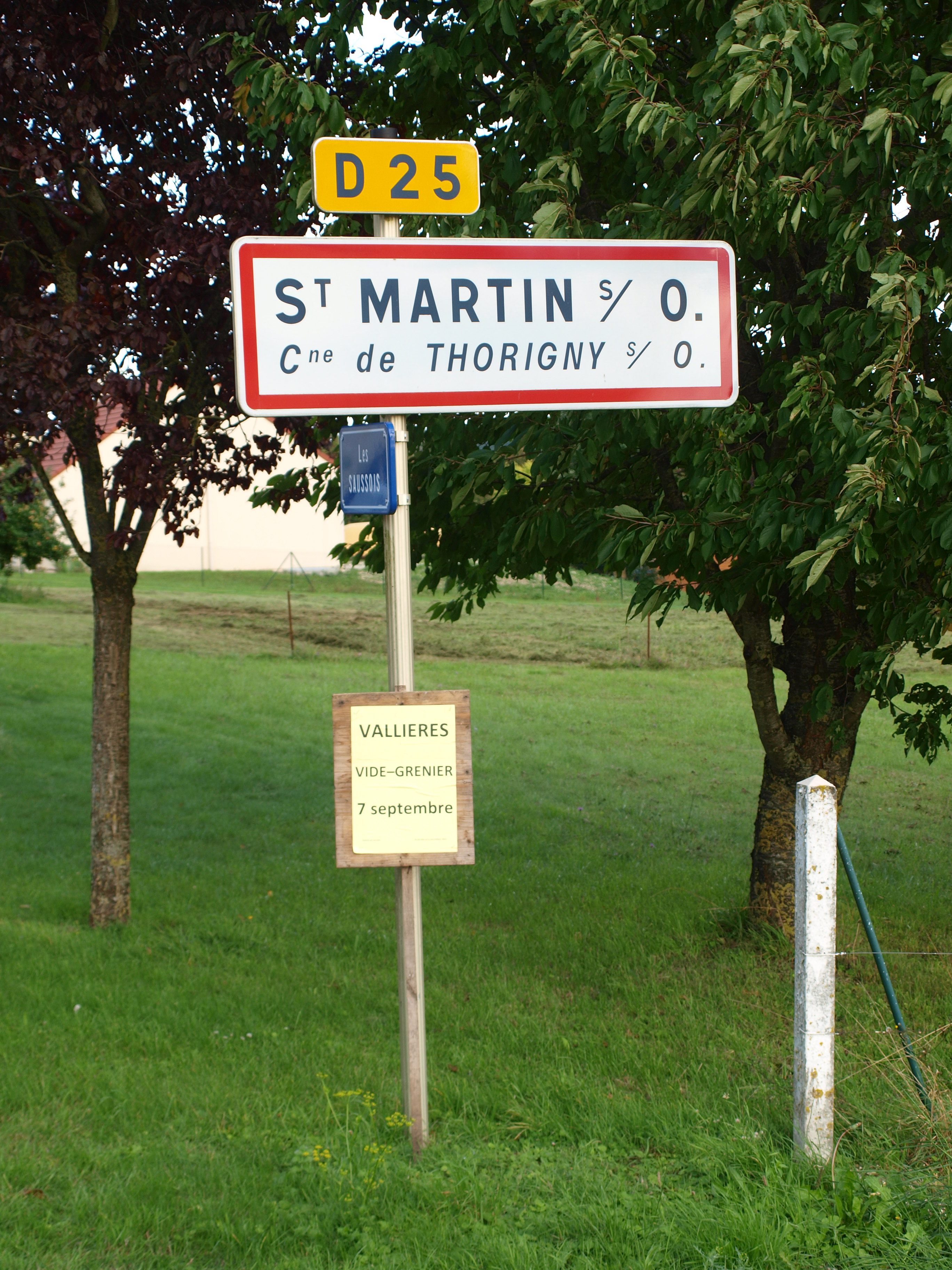
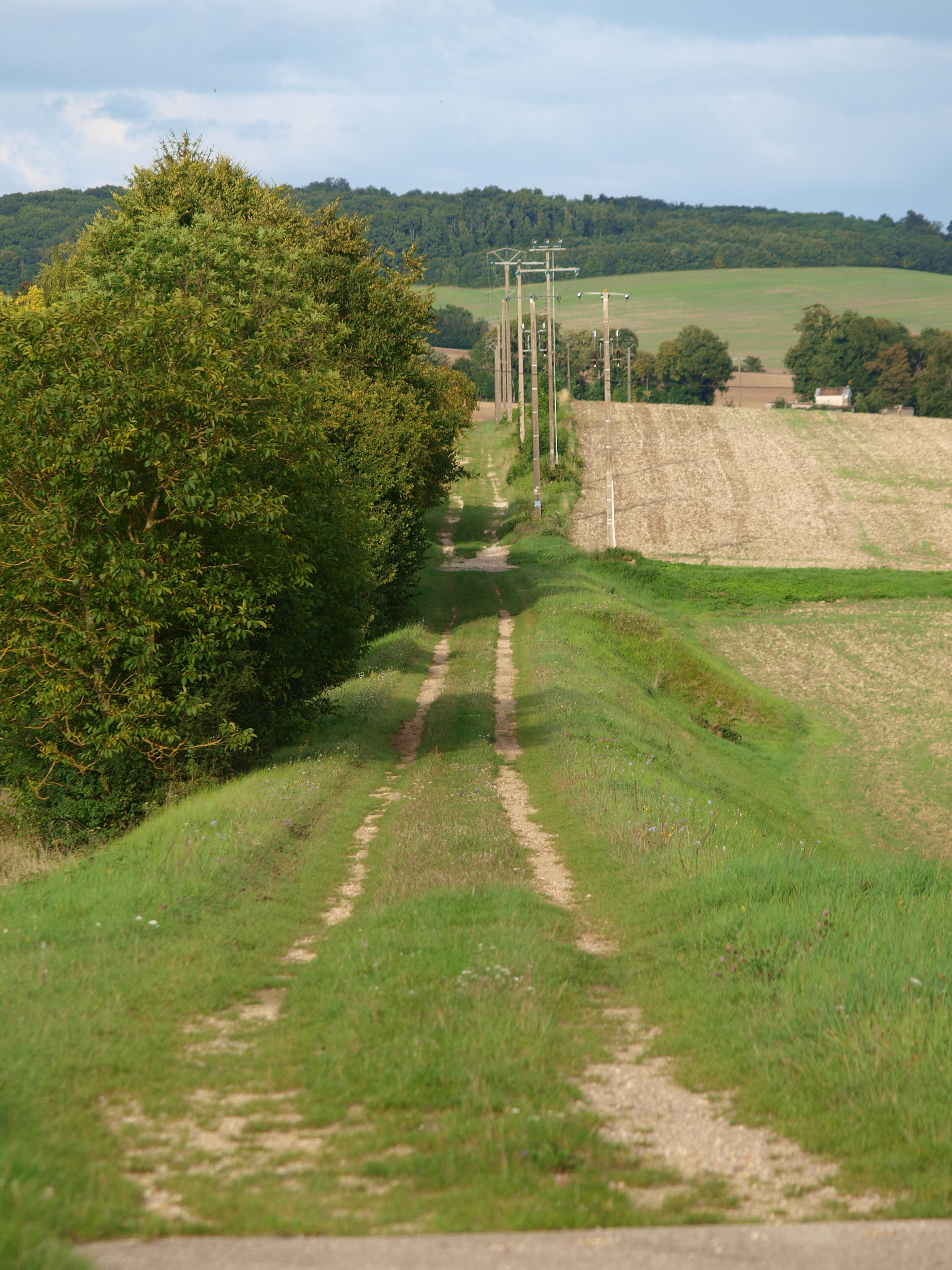

- Barrault ;
- La Borde ;
- Launay :
- Moulin-Rateau.

## Toponymie
Au cours de la Révolution française, la commune porte le nom de Franc-Oreuse.

## Histoire
Le 1er janvier 1973, la commune de Saint-Martin-sur-Oreuse est rattachée à celle de Thorigny-sur-Oreuse sous le régime de la fusion-association.

## Politique et administration
| Période                                  | Période  | Identité          | Étiquette | Qualité                                                      |
| ---------------------------------------- | -------- | ----------------- | --------- | ------------------------------------------------------------ |
|                                          | En cours | Catherine Bardeau | DVD       | Infirmière retraitée, conseillère départementale depuis 2021 |
| Les données manquantes sont à compléter. |          |                   |           |                                                              |

## Démographie
| 1793 | 1800 | 1806 | 1821 | 1831 | 1836 | 1841 | 1846 | 1851 |
| ---- | ---- | ---- | ---- | ---- | ---- | ---- | ---- | ---- |
| 516  | 478  | 446  | 522  | 554  | 587  | 601  | 609  | 660  |

| 1856 | 1861 | 1866 | 1872 | 1876 | 1881 | 1886 | 1891 | 1896 |
| ---- | ---- | ---- | ---- | ---- | ---- | ---- | ---- | ---- |
| 665  | 745  | 707  | 675  | 655  | 642  | 618  | 592  | 521  |

| 1901 | 1906 | 1911 | 1921 | 1926 | 1931 | 1936 | 1946 | 1954 |
| ---- | ---- | ---- | ---- | ---- | ---- | ---- | ---- | ---- |
| 508  | 484  | 506  | 440  | 449  | 444  | 420  | 431  | 383  |

| 1962 | 1968 | - | - | - | - | - | - | - |
| ---- | ---- | - | - | - | - | - | - | - |
| 371  | 342  | - | - | - | - | - | - | - |

## Lieux et monuments
- Vestiges de la commanderie de Launay, relevant des Templiers puis de l'ordre de Saint-Jean de Jérusalem[4].

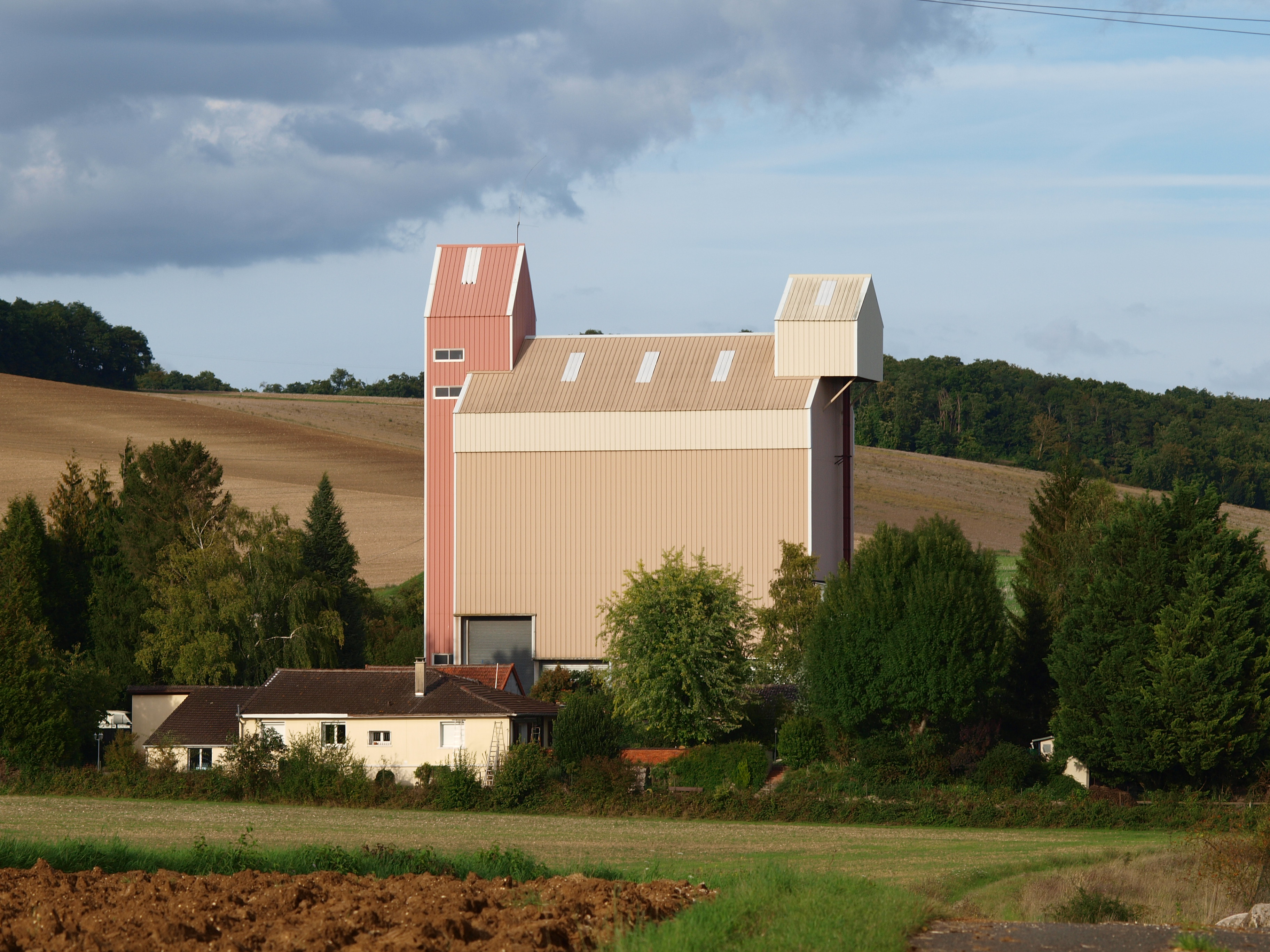
Le silo.
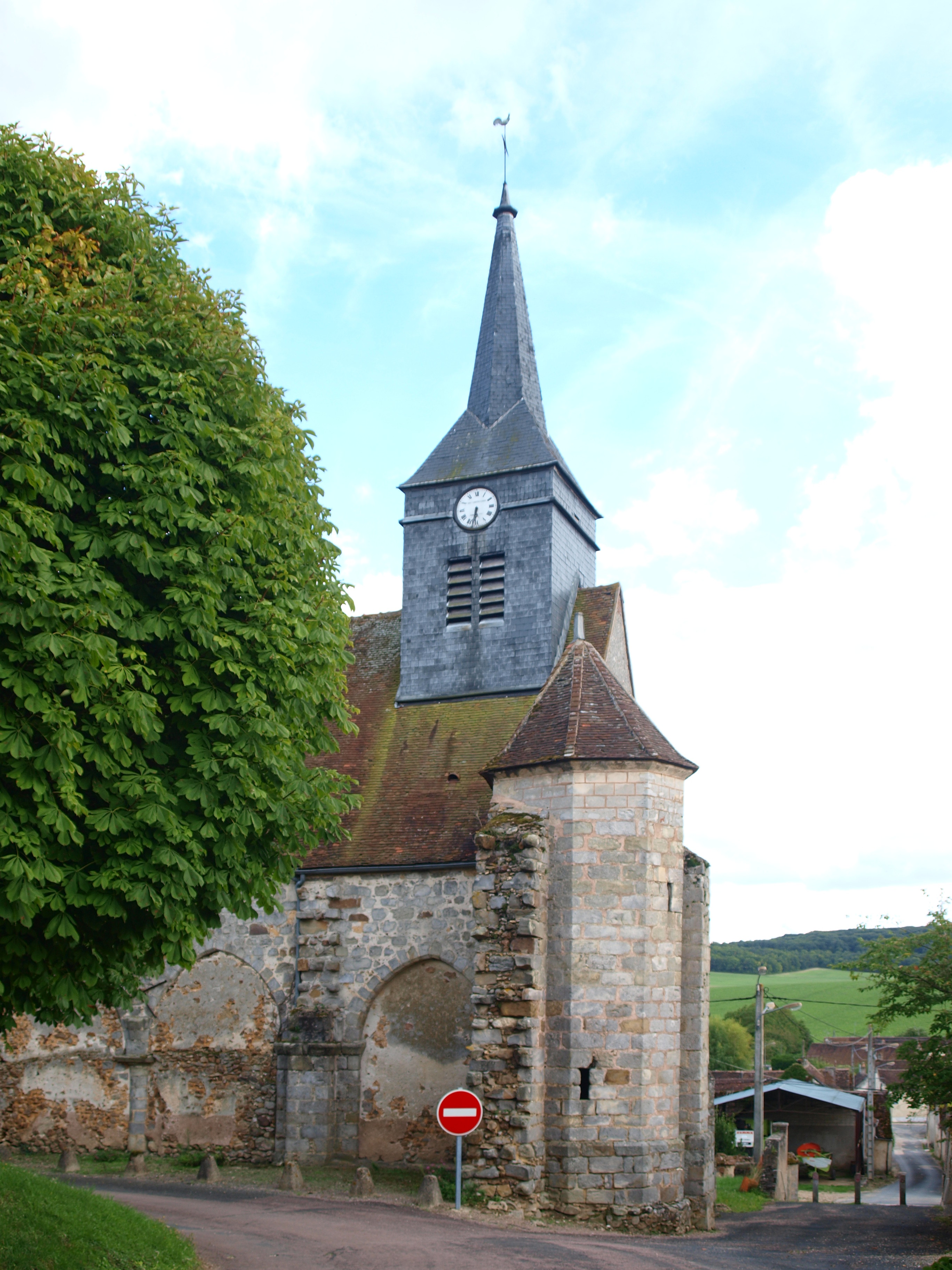
L'église, sous le vocable de saint Martin.
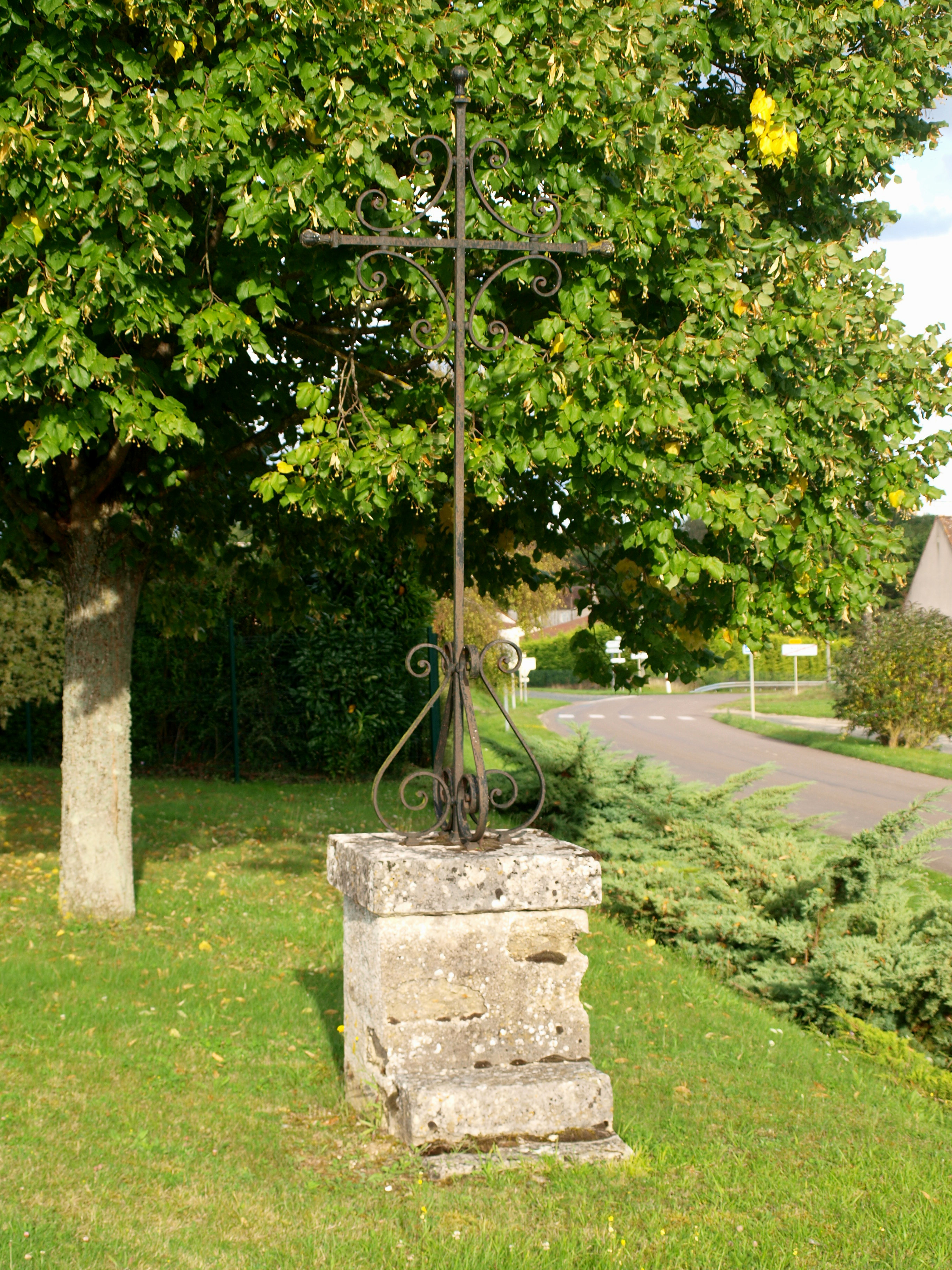
Le calvaire.
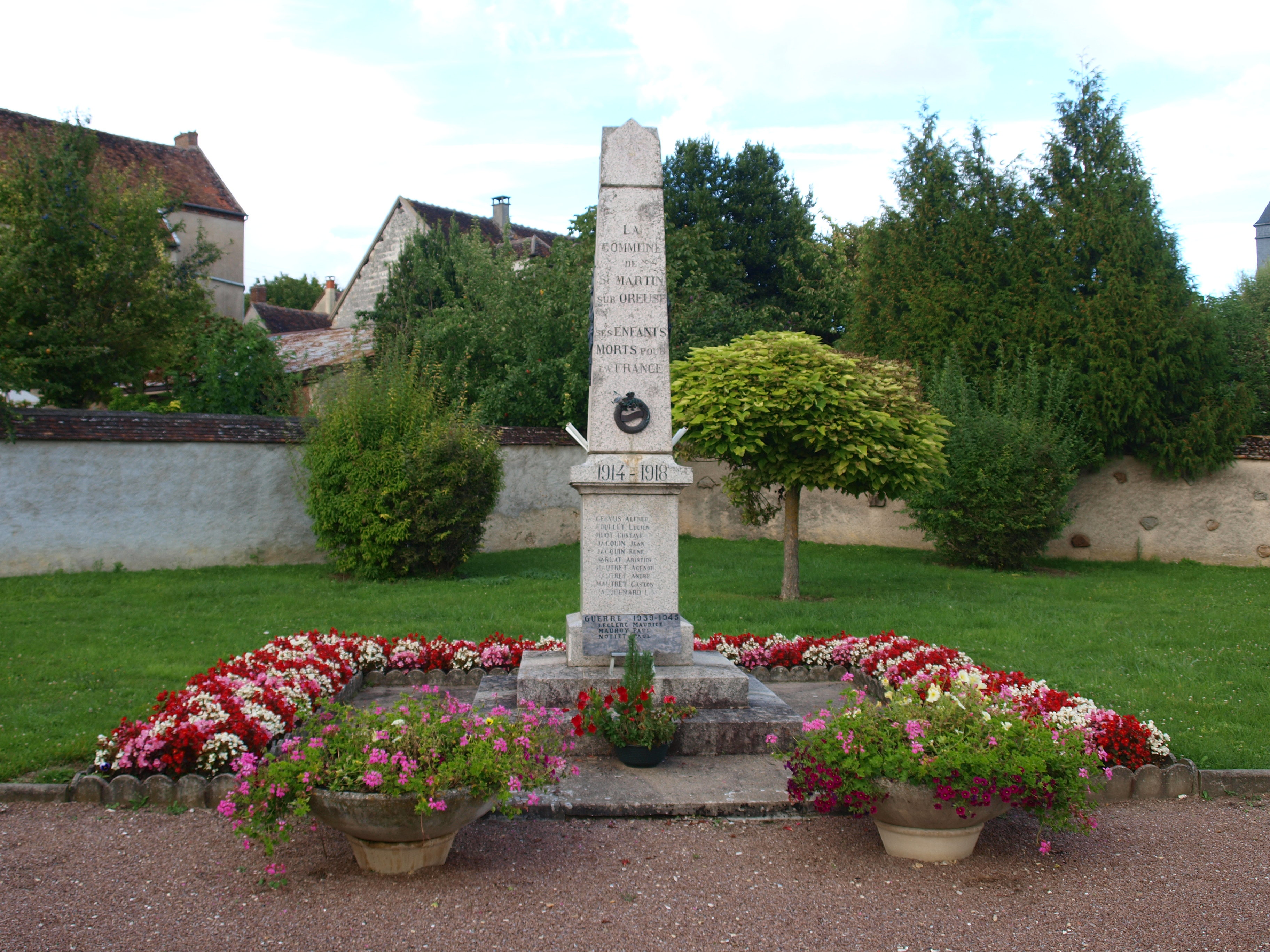
Le monument aux morts.
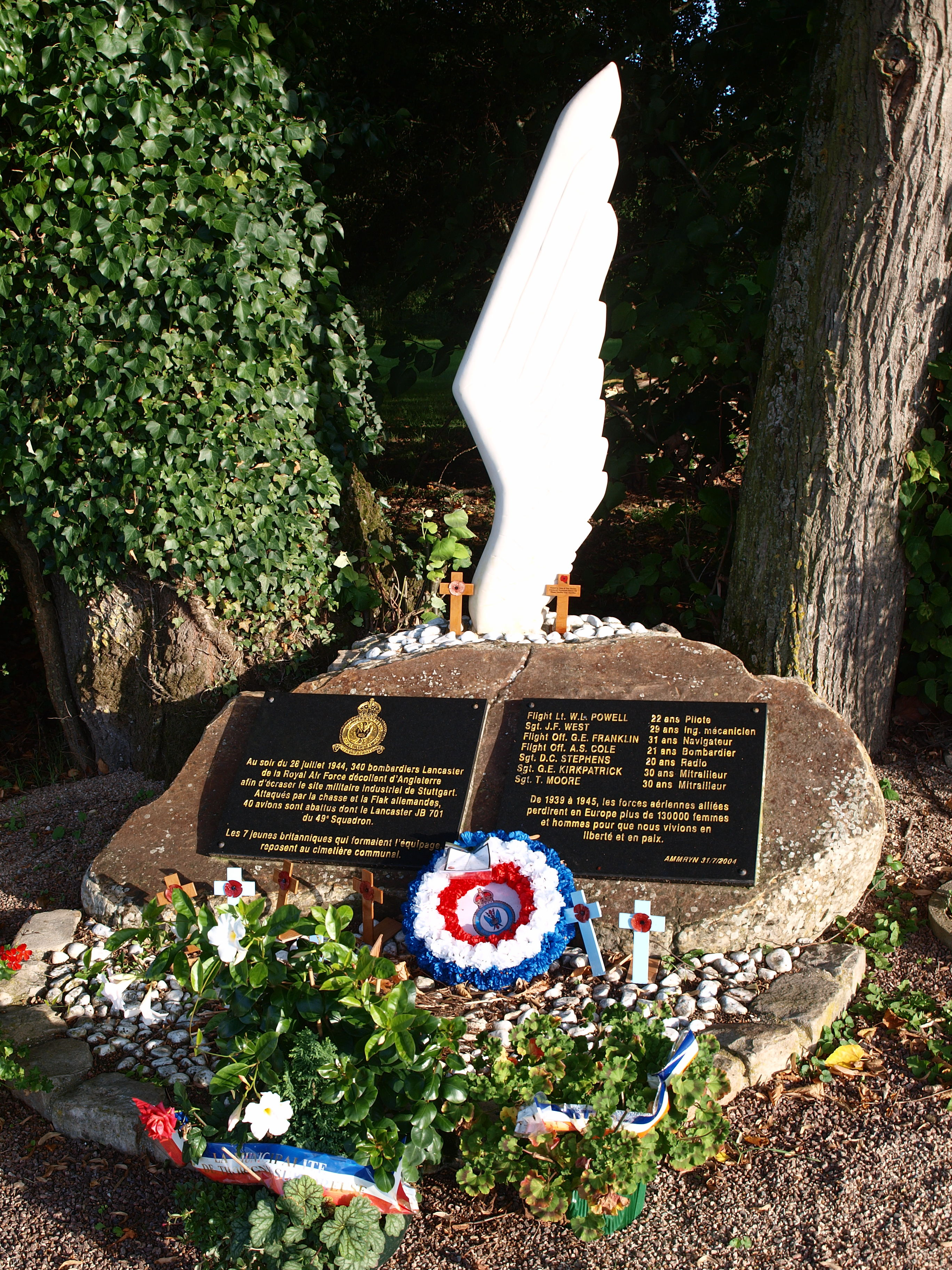
Le mémorial aux aviateurs britanniques morts en 1944.

## Personnalités liées à la commune
- Philippe Bertrand (1730-1811), ingénieur